# 田浦站 (日本)

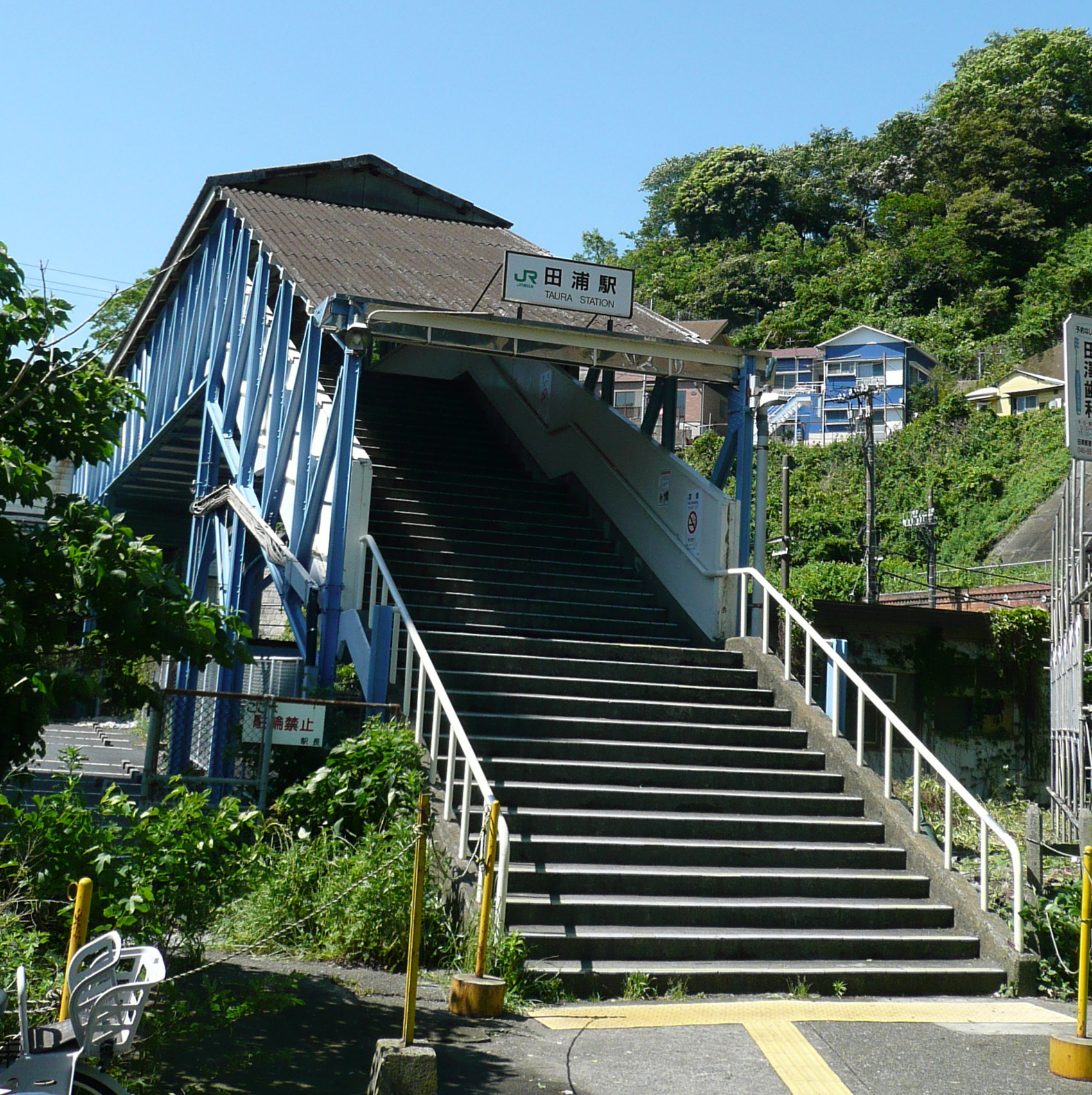
北口（2012年5月）

田浦站（日语：／ Taura eki */?）是一個位於神奈川縣橫須賀市田浦町一丁目，屬於東日本旅客鐵道（JR東日本）橫須賀線的鐵路車站。車站編號是JO 04。

## 歷史
- 1904年（明治37年）5月1日：本站隨官設鐵道逗子－橫須賀段一同開業，兼營客貨運業務。
- 1909年（明治42年）10月12日：日本國鐵重編路線，本站成為橫須賀線所屬車站。
- 1918年（大正7年）4月15日：開始一般大貨物處理業務[2]。
- 1984年（昭和59年）2月1日：停辦貨運業務。
- 1987年（昭和62年）
  - 3月31日：再次開辦貨運業務。
  - 4月1日：國鐵分割民營化，本站由JR東日本、JR貨物接手管理。
- 2001年（平成13年）11月18日：智能卡系統Suica正式投入服務。
- 2006年（平成18年）5月1日：JR貨物停辦貨運業務，本站貨運區關閉[3]。
- 2007年（平成19年）
  - 6月29日：本站的綠色窗口關閉。
  - 6月30日：對號座位專用售票機啟用。
- 2010年（平成22年）3月18日：電梯啟用。
- 2015年（平成27年）
  - 2月21日：指定席售票機結束營業。
  - 2月22日：早晨時段無人化。

## 車站構造
本站是一島式月台1面2線地面車站，部分站房為跨站式站房設計，剪票口位於橫跨車站的天橋的中央，兩端為出口所在。2010年3月增設廁所與電梯。月台屋頂是戰時所建，採用木製與軌型鐵製支柱混用。
車站附近是丘陵地帶，而車站也是設在兩段隧道中間的空地。可是這樣造成月台長度過短，未能完全容納橫須賀線11輛編組的列車。結果停站時列車行駛方向（上行為往大船方向、下行為往久里濱方向）的首個車廂和第二個車廂的第一道車門均停在隧道內，車門不會開啟。為此，橫須賀線的列車（E217系）駕駛室內均安裝了特別的車門按鈕。至於，上一代列車（113系）則與現時相反，是最後一個車廂停在隧道內。9輛以下編組層可完全停靠於月台。
本站是逗子站管理的業務委託站（委託JR東日本車站服務），早晨時段（首班車 - 6時25分）無站員。無人時段由橫須賀站實施遠距服務。綠色窗口在2007年6月30由指定席售票機取代，2015年月22日廢止。

### 月台配置
| 月台 | 路線                  | 方向 | 目的地               |
| ---- | --------------------- | ---- | -------------------- |
| 1    | 橫須賀·總武線（快速） | 上行 | 橫濱、東京、千葉方向 |
| 2    | 橫須賀線              | 下行 | 橫須賀、久里濱方向   |

（來源：JR東日本:車站構內圖 （页面存档备份，存于））

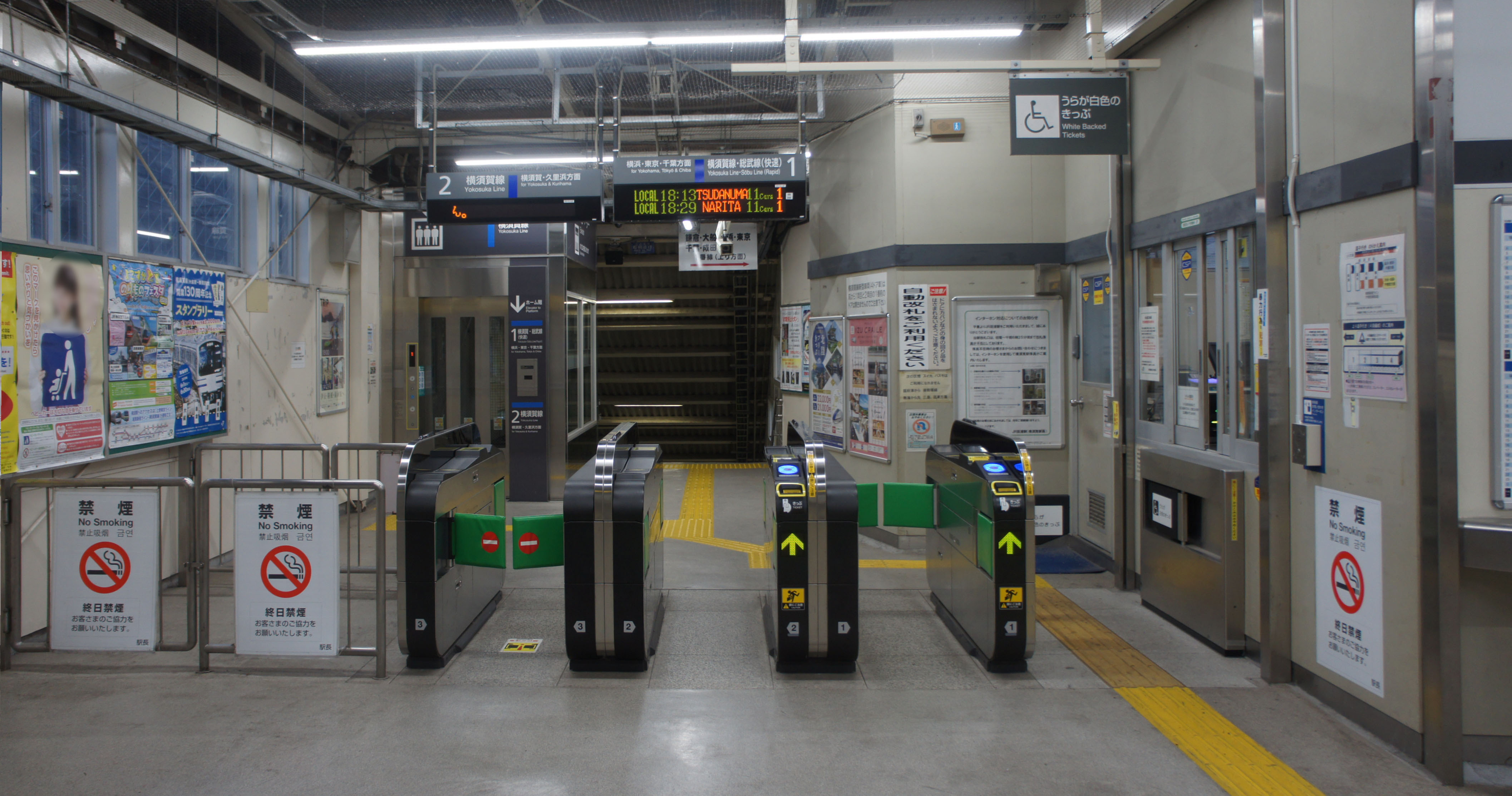
閘口（2019年6月）
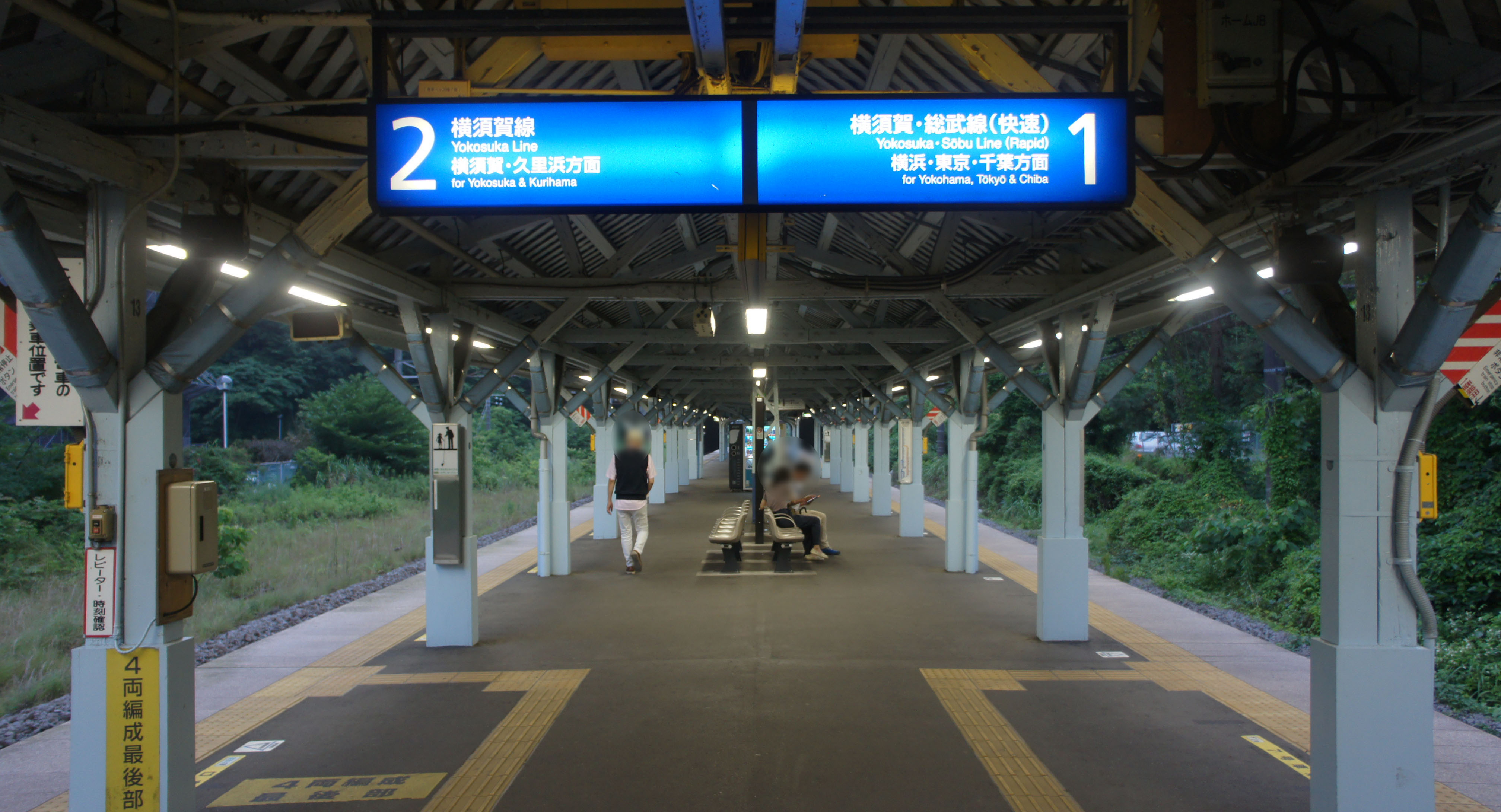
月台（2019年6月）
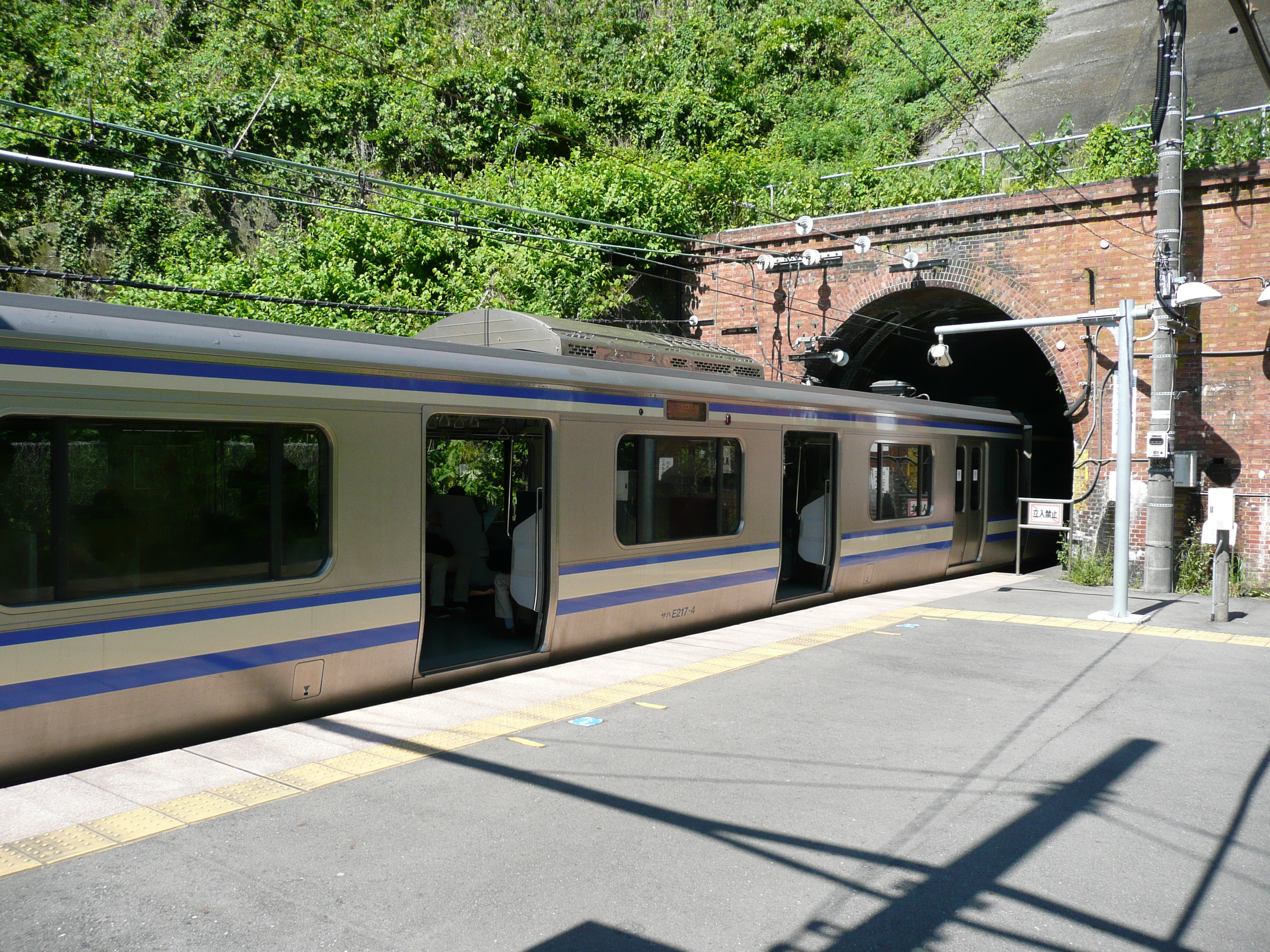
部分車門操作的樣子（2012年5月）

### 專用線
過去往橫須賀站方向有條相模運輸倉庫專用線。該線路延伸到長浦港與駐日美軍田浦送油設施。1998年停止使用，2006年JR貨物站廢除。2007年更新工程將線路與本線斷開，2012年起實施道路改善工程陸續撤除軌道。

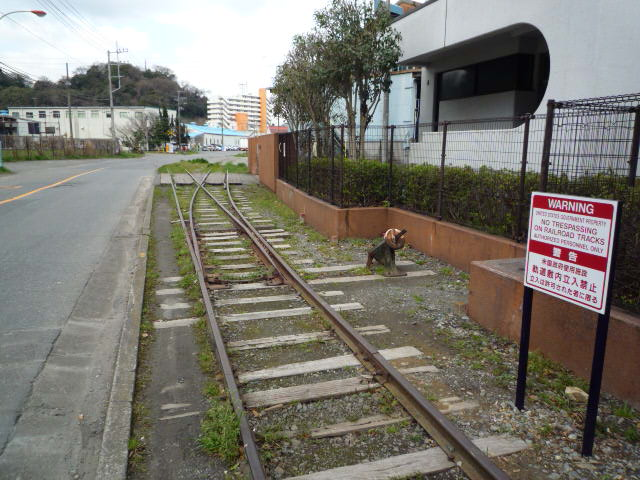
分岐器與美國政府警告看板
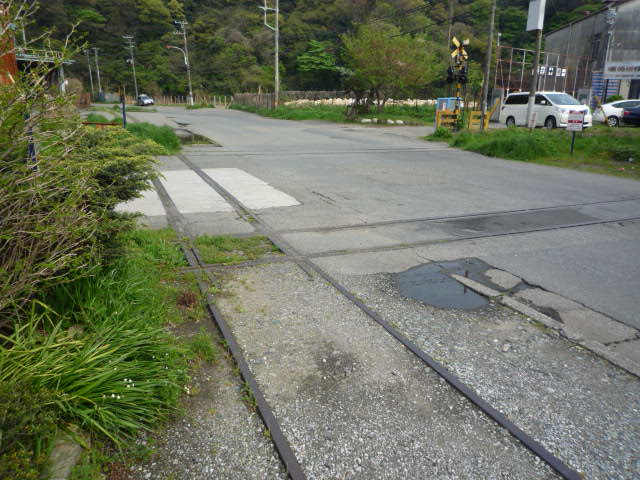
平面交會
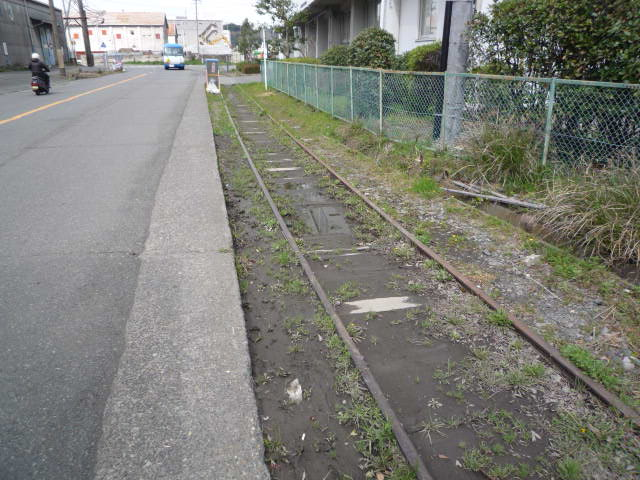
沿著道路的線路
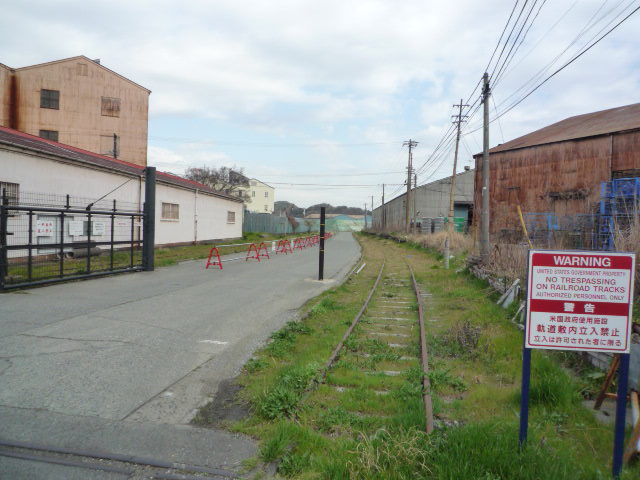
往港口方向延伸的線路
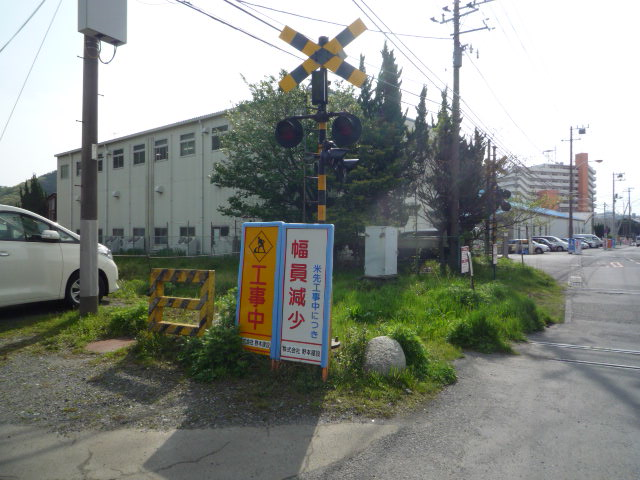
停止使用的平交道
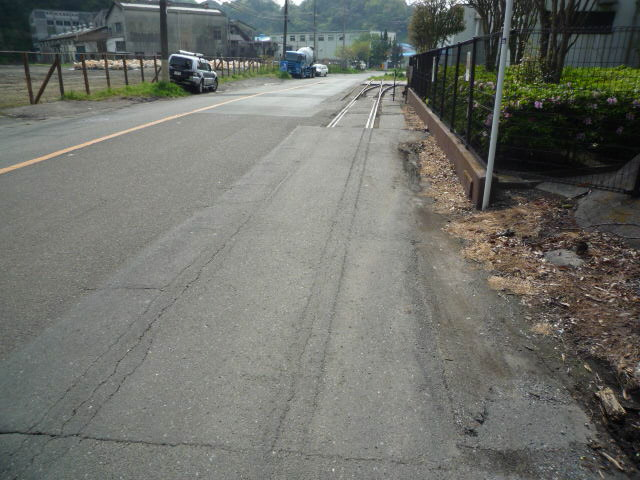
鋪上瀝青的線路
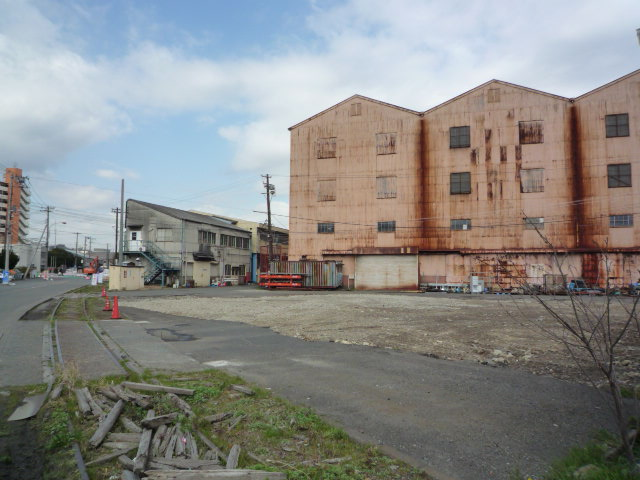
舊海軍軍需部長浦倉庫與線路

## 使用情況
2019年（令和元年）度的1日平均上車人次為2,232人，是橫須賀線車站當中上車人次最少的。近年使用人次持續減少。
近年的推移如下表。
| 年度               | 1日平均 上車人次 |
| ------------------ | ---------------- |
| 1995年（平成07年） | 3,710            |
| 2000年（平成12年） | 3,235            |
| 2001年（平成13年） | 3,132            |
| 2002年（平成14年） | 3,129            |
| 2003年（平成15年） | 3,089            |
| 2004年（平成16年） | 2,995            |
| 2005年（平成17年） | 2,915            |
| 2006年（平成18年） | 2,768            |
| 2007年（平成19年） | 2,673            |
| 2008年（平成20年） | 2,687            |
| 2009年（平成21年） | 2,650            |
| 2010年（平成22年） | 2,561            |
| 2011年（平成23年） | 2,515            |
| 2012年（平成24年） | 2,530            |
| 2013年（平成25年） | 2,504            |
| 2014年（平成26年） | 2,372            |
| 2015年（平成27年） | 2,353            |
| 2016年（平成28年） | 2,304            |
| 2017年（平成29年） | 2,292            |
| 2018年（平成30年） | 2,278            |
| 2019年（令和元年） | 2,232            |

## 車站周邊
北口狹窄，南口有小型站前廣場及巴士站。
北口周邊除了近年建設的公寓，住宅不多，主要是海上自衛隊相關設施、倉庫群與工廠（長浦倉庫群）。以舊海軍時代的古老建築物為其特色。
南口為住宅區。附近的山丘有賞梅景點田浦梅林。
- 長浦港（日语：長浦港）
  - 長浦倉庫群
  - 相模運輸倉庫本社
- 田浦郵便局（日语：田浦郵便局）
- 海上自衛隊橫須賀基地船越地區（日语：横須賀基地 (海上自衛隊)）（自衛艦隊司令部・潛水艦隊司令部） ※海上自衛隊官方網站的最近車站是京急田浦站。
- 自衛隊橫須賀醫院
- 海上自衛隊第2術科學校（日语：海上自衛隊第2術科学校）
- 海上自衛隊艦船補給處（日语：海上自衛隊艦船補給処）
- 海上自衛隊潛水醫學實験隊（日语：海上自衛隊潜水医学実験隊）
- 田浦梅林
- 國道16號
- 神奈川縣道206號田浦停車場線（日语：神奈川県道206号田浦停車場線）
- 吉倉公園

### 巴士路線
南口圓環與國道16號上有「田浦站」巴士站。國道側的乘車處寫為「田浦站（國道）」。全部路線都由京濱急行巴士運行。
田浦站
- 1號乘車處
  - 逗20 - 往逗子站 ※僅平日
  - 逗21 - 往逗子站（經Greenhill） ※僅週六日
- 2號乘車處
  - 田17 - 往追濱站（經深浦）

田浦站（國道）
- 北方向
  - 田17 - 往追濱站（經深浦）
  - 逗20 - 往逗子站 ※僅平日
  - 逗21 - 往逗子站（經Greenhill） ※僅週六日
  - 八31 - 往內川橋（經追濱一丁目、追濱站）
  - 追34 - 往追濱站（經追濱一丁目） ※僅夜間
- 南方向
  - 八31、追35 - 往安浦二丁目（經米濱） ※至18時
  - 八31 - 往安浦二丁目（經日之出町） ※18時以後

## 其他
本站往橫須賀方向的長浦隧道是芥川龍之介小說《蜜柑》的原型。附近的吉倉公園有文學碑。

## 相鄰車站
東日本旅客鐵道（JR東日本）
 橫須賀線
東逗子（JO 05）－田浦（JO 04）－橫須賀（JO 03）

### 使用情況
JR東日本2000年度以後的上車人次
1. ↑  各駅の乗車人員（2000年度） （页面存档备份，存于） - JR東日本
2. ↑  各駅の乗車人員（2001年度） （页面存档备份，存于） - JR東日本
3. ↑  各駅の乗車人員（2002年度） （页面存档备份，存于） - JR東日本
4. ↑  各駅の乗車人員（2003年度） （页面存档备份，存于） - JR東日本
5. ↑  各駅の乗車人員（2004年度） （页面存档备份，存于） - JR東日本
6. ↑  各駅の乗車人員（2005年度） （页面存档备份，存于） - JR東日本
7. ↑  各駅の乗車人員（2006年度） （页面存档备份，存于） - JR東日本
8. ↑  各駅の乗車人員（2007年度） （页面存档备份，存于） - JR東日本
9. ↑  各駅の乗車人員（2008年度） （页面存档备份，存于） - JR東日本
10. ↑  各駅の乗車人員（2009年度） （页面存档备份，存于） - JR東日本
11. ↑  各駅の乗車人員（2010年度） （页面存档备份，存于） - JR東日本
12. ↑  各駅の乗車人員（2011年度） （页面存档备份，存于） - JR東日本
13. ↑  各駅の乗車人員（2012年度） （页面存档备份，存于） - JR東日本
14. ↑  各駅の乗車人員（2013年度） （页面存档备份，存于） - JR東日本
15. ↑  各駅の乗車人員（2014年度） （页面存档备份，存于） - JR東日本
16. ↑  各駅の乗車人員（2015年度） （页面存档备份，存于） - JR東日本
17. ↑  各駅の乗車人員（2016年度） （页面存档备份，存于） - JR東日本
18. ↑  各駅の乗車人員（2017年度） （页面存档备份，存于） - JR東日本
19. ↑  各駅の乗車人員（2018年度） （页面存档备份，存于） - JR東日本
20. ↑  各駅の乗車人員（2019年度） （页面存档备份，存于） - JR東日本

## 外部連結
- 車站資訊（田浦）：東日本旅客鐵道

35°17′35″N 139°38′15″E / 35.293083°N 139.637557°E